# 施馬赫特湖

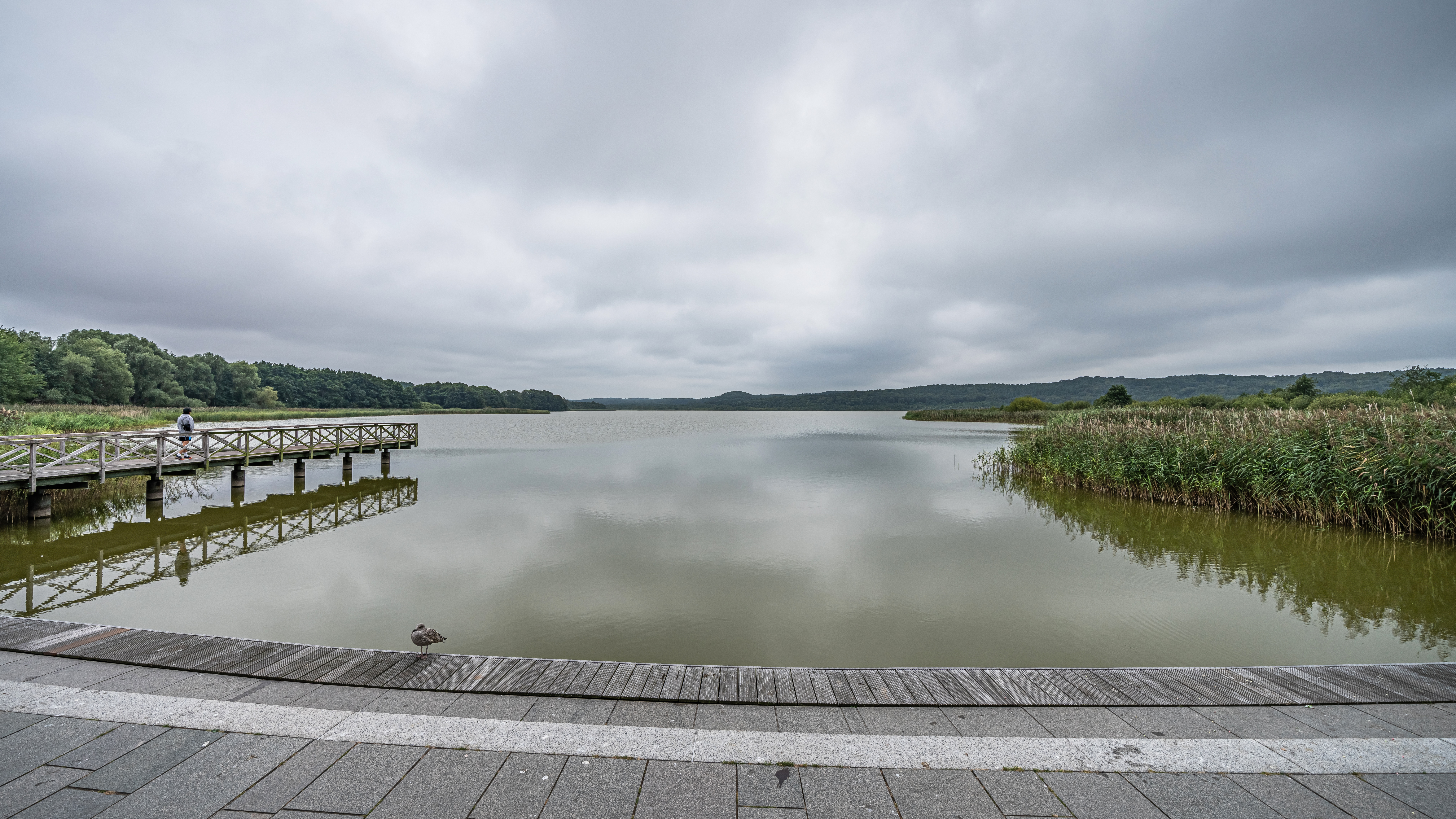

54°23′48″N 13°35′49″E / 54.39667°N 13.59694°E
施馬赫特湖（德語：Schmachter See），是德國的湖泊，位於該國東北部梅克倫堡-前波美拉尼亞州，由西波美拉尼亞-魯根郡負責管轄，長1.8公里、寬1.2公里，面積1.2平方公里，海拔高度1米，平均水深1.3米，最大水深2.5米，水體容量150萬立方米。